# Oriental Brewery
Oriental Brewery oder OB ist eine südkoreanische Brauerei.

## Geschichte
1952 gründet die Doosan-Gruppe die Oriental Brewery. 1998 wird OB vom InBev-Konzern übernommen, um 2009 vom Mutterkonzern Anheuser-Busch InBev im Rahmen eines Schuldensenkungsprogramms an ein Tochterunternehmen von Kohlberg Kravis Roberts wieder veräußert zu werden. Ein vereinbartes fünfjähriges Rückkaufrecht wurde Anfang 2014 eingelöst.
Derzeit produziert die Oriental Brewery einige von Koreas beliebtesten Biersorten, darunter die Marken OB, Cass und Cafri Lager. Alle OB-Biere werden aus Reis statt aus dem im Westen üblichen Gerstenmalz gebraut.

## Marken
OB LagerDas OB Lager ist ein helles Lagerbier mit 4,4 Volumenprozent Alkohol. Als Nummer 4 der beliebtesten Biere in Südkorea ist es in Dosen oder Flaschen erhältlich sowie vom Fass. Dieses Bier wird seit 1948 gebraut. 2003 wurde der Name von „OB Lager“ zu „OB“ geändert, gleichzeitig wurde Reis dem Rezept hinzugefügt. Seit Juni 2006 lautet die Bezeichnung „OB Blue“, erneut wurde hierbei die Rezeptur leicht verändert.
Cass LagerEin hell-goldfarbiges Lagerbier mit 4,5 Vol.-% Alkohol, das zweitmeistverkaufte Bier in Südkorea. Ursprünglich von der Cass-Brauerei hergestellt, wurde die Marke von Jinro-Coors, einer der führenden Brauereien des Landes, übernommen. In den 1980er Jahren erreichte Cass Lager zwischenzeitlich einen Marktanteil von über 70 %, gab jedoch bis 1994 die Marktführerschaft an Hite ab. Die Oriental Brewery kaufte 1999 die Marke Cass von Jinro-Coors und baute sie wieder auf. OB beanspruchte im Jahre 2000 wieder einen Marktanteil von 51 %.
Cass LightEin helles Lagerbier mit reduziertem Kohlenhydratgehalt und 4,0 Vol.-% Alkohol.
Cass X2Ein Leichtbier mit 2,9 Vol.-% Alkohol.
OB LightEin OB Lager (4,2 Vol.-% Alkohol) mit 30 % geringerem physiologischem Brennwert.
Cass RedSeit 2007 erhältlich, ist Cass Red ein helles Lager mit 6,9 Vol.-% Alkohol. Es kann zu den Starkbieren gezählt werden.
CafriCafri (4,2 Vol.-% Alkohol) gehört zu den leichtesten der gängigen südkoreanischen Biere. Es wird in klaren 330-ml-Flaschen verkauft, liegt jedoch in puncto Popularität hinter OB, Cass und Hite.